# Tlichos

Drapeau de la Nation Tłı̨chǫ.

Les Tlichos (en tlicho : Tłı̨chǫ, /tɬʰĩtʃʰõ/), auparavant appelés Dogribs ou Flancs-de-chien (plus anciennement Plats-côtés-de-chien), sont un peuple autochtone du Canada vivant dans les Territoires du Nord-Ouest.

## Reconnaissance
Le 25 août 2003, le gouvernement fédéral canadien leur accorda un territoire de 39 000 km2 entre le grand lac de l'Ours et le grand lac des Esclaves dans les Territoires du Nord-Ouest. Ce territoire inclut les deux mines de diamants canadiennes. Cette terre est également nommée Tlicho.
Les Tlichos ont désormais leurs propres corps législatifs au sein des quatre communautés de leur territoire, dont les chefs doivent être Tlichos, alors que chacun peut se présenter au poste de conseiller, et voter. Le pouvoir législatif aura, entre autres pouvoirs, ceux de lever les impôts; récolter les taxes sur les ressources, qui vont actuellement au gouvernement fédéral; de contrôler la chasse, la pêche, et le développement industriel.
Les Tlichos recevront également 152 millions de dollars au cours des 15 prochaines années et environ 3,5 millions tous les ans.
Le gouvernement fédéral conserve le contrôle du droit pénal, comme dans le reste du Canada, et les Territoires du Nord-Ouest contrôlent les services tels que la santé et l'éducation.
Ce processus de revendications de terres a été conclu au bout de vingt ans de négociations. Un processus similaire mettant en jeu les Inuits et les Territoires du Nord-Ouest avait abouti à la création du nouveau territoire de Nunavut. Même si Tlicho ne sera pas un nouveau territoire, l'étendue de ses pouvoirs invite à la fois à la comparaison avec la naissance de Nunavut et avec la création du gouvernement des Territoires du Nord-Ouest en 1967 (ce territoire était auparavant administré depuis Ottawa).